# Amiennemies
« Frenemies » redirige ici. Pour le concept sociologique, voir Ennami.
Pour plus de détails, voir Fiche technique et Distribution.
Amiennemies (Frenemies) est un téléfilm américain de la collection des Disney Channel Original Movie réalisé par Daisy Mayer et diffusé en 2012,.

## Synopsis
Amiennemies suit la vie de trois différentes histoires d'amis vues à travers les hauts et les bas de l'amitié. La première histoire suit les inséparables: Jake (Nick Robinson) et son chien Murray. Jake est heureux de présenter Murray à sa partenaire scientifique dont il est amoureux, Julianne (Stefanie Scott), mais il y a quelque chose en elle que Murray n'aime pas - et le sentiment est réciproque.
La seconde histoire est celle d'Avalon Greene (Bella Thorne) et Halley Brandon (Zendaya Coleman) qui ont créé un magazine Web appelé "GeeklyChic". Pendant l'école, Halley obtient un appel de la maison d'édition de New York dirigée par Cherie st. Claire (Jessalyn Wanlim). Halley pense que son frère aîné Kendall (Jascha Washington) lui fait une blague jusqu'à ce qu'elle se rende compte qu'elle a vraiment reçu un appel de Cherie st. Claire. Cherie st. Claire leur demande d'aller au siège social de la maison d'édition au Manhattan New York, pour leur proposer quelque chose qui pourrait changer leurs vies. Pendant la conversation, Cherie st. Claire dit à Avalon et Halley qu'elle aime leur magazine Web et qu'elle veut l'acheter, mais qu'il y en aurait qu'une d'entre elles qui serait le rédacteur en chef. Cherie st. Claire les laisse donc écrire un article de couverture chacune, jugera qui a écrit le meilleur article et celle-ci deviendra le rédacteur en chef. Avalon et Halley, qui veulent bien sûr être embauchées comme rédacteur en chef décident toutes les deux d'interviewer un chanteur français nommé Jean Frank, ce qui met leur amitié à l'épreuve.
Finalement, elles décidèrent qu'elles partageront l'article quoi qu'en pense Cherie st. Claire. Celle-ci se fâcha et décida de n'en embaucher aucune sous prétexte qu'elles ne savaient pas travailler l'une sans l'autre. Avalon et Halley étaient fières de leur article et elles redevinrent les meilleurs amies de monde. Quand l'émission de télévision "des Adolescents Maintenant" prit leur article sur Jean Frank qui se faisait passer pour un chanteur français ils firent connaître leur magazine Web ce qui le rendit célèbre. En voyant que leur magazine Web est devenu mondial sur leur carte de « compteur de fréquentation », Avalon et Halley étaient très satisfaites.
Dans la dernière histoire, un vrai garçon manqué, Savannah (Mary Matilyn Mouser), qui vient d'une famille nombreuse, rencontre Emma, issue d'une famille privilégiée et qui lui ressemble comme une sœur jumelle. Les deux filles deviennent rapidement amies et décident d'échanger leurs places pendant quelque temps, mais réalisent que la vie de l'autre côté n'est pas tout ce qu'elles s'étaient imaginé.

## Fiche technique
- Titre original : Frenemies
- Titre français : Amiennemies
- Réalisation : Daisy Mayer
- Dates de diffusion :  États-Unis et  Canada : 13 janvier 2012 ;  France : 10 avril 2012 sur Disney Chanel

## Distribution
- Bella Thorne (VF : Julie Basecqz) : Avalon Green
- Zendaya (VF : Cathy Boquet) : Halley Brandon
- Mary Mouser (VF : Audrey D'Hulstère) : Savannah/Emma
- Nick Robinson (VF : Maxime Donnay) : Jake
- Stefanie Scott (VF : Marielle Ostrowski): Julianne
- Connor Price (VF : Aurélien Ringelheim) : Walker
- Jascha Washington (VF : Gauthier de Fauconval) : Kendall Brandon
- Dylan Everett : Lance Lancaster
- Kathryn Greenwood : Lisa Logan
- Doug Murray : Roger O'Neal
- Clive Walton : Walt Reynolds
- Natalie Radford : Jacqueline Reynolds
- Jessalyn Wanlim : Cherie St. Claire
- Jesse Bostick : Emmett
- Julian Kennedy : Owen

## Diffusion internationale
| Pays / Région | Chaîne(s)                    | Diffusion          | Titre               |
| ------------- | ---------------------------- | ------------------ | ------------------- |
| États-Unis    | Disney Channel               | Le 13 janvier 2012 | Frenemies           |
| Canada        | Family                       | Le 13 janvier 2012 | Frenemies           |
| Royaume-Uni   | Disney Channel UK & Ireland  | Le 2 mars 2012     | Frenemies           |
| Irlande       | Disney Channel UK & Ireland  | Le 2 mars 2012     | Frenemies           |
| Argentine     | Disney Channel Latin America | Le 9 mars 2013     | AMIenemigos         |
| Colombie      | Disney Channel Latin America | Le 9 mars 2013     | AMIenemigos         |
| Chili         | Disney Channel Latin America | Le 9 mars 2013     | AMIenemigos         |
| Mexique       | Disney Channel Latin America | Le 9 mars 2013     | AMIenemigos         |
| Équateur      | Disney Channel Latin America | Le 9 mars 2013     | AMIenemigos         |
| Venezuela     | Disney Channel Latin America | Le 9 mars 2013     | AMIenemigos         |
| Pérou         | Disney Channel Latin America | Le 9 mars 2013     | AMIenemigos         |
| Uruguay       | Disney Channel Latin America | Le 9 mars 2013     | AMIenemigos         |
| Brésil        | Disney Channel Latin America | Le 9 mars 2013     | AMInimigas          |
| Italie        | Disney Channel Italia        | Le 17 mars 2013    | Nemici per la pelle |
| Espagne       | Disney Channel España        | Le 6 avril 2013    | FRenemies           |
| France        | Disney Channel               | Le 10 avril 2012   | AMIennemis          |